# Morkinskinna

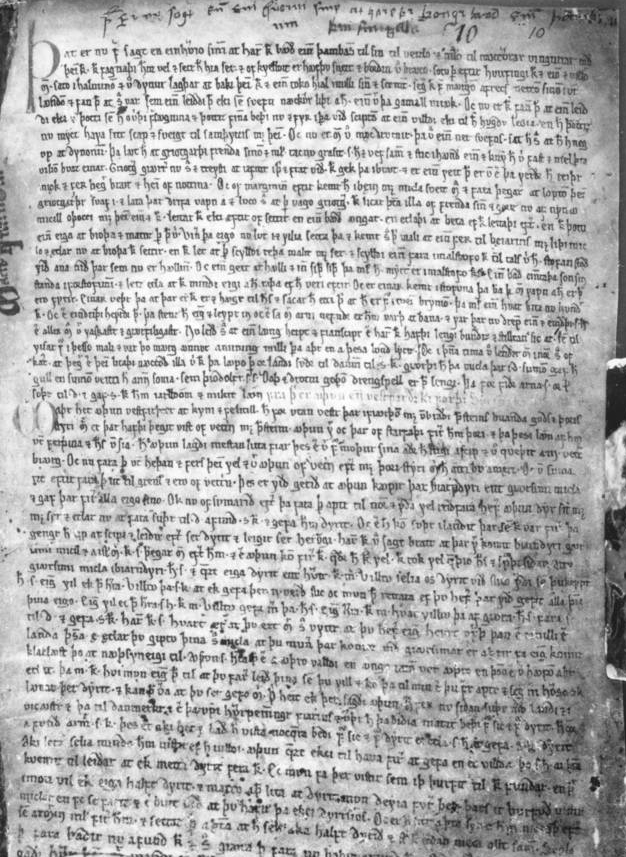
Pàgina del manuscrit Morkinskinna

Morkinskinna és una saga reial escrita en nòrdic antic, que relata la història dels reis noruecs des de si fa no fa el 1025 fins al 1157. La saga fou escrita a Islàndia cap al 1220, i s'ha conservat en un manuscrit datat del 1275.
Morkinskinna significa 'pergamí podrit', i és el nom original del llibre manuscrit en què s'ha preservat la saga. Es troba actualment a la Biblioteca Reial Danesa a Copenhaguen, Dinamarca.
La saga es publicà en anglès l'any 2000 traduïda per Theodore M. Andersson i Kari Ellen Gade.

## Contingut
Comença a partir del 1025 i en la forma original acaba cap al 1157, amb la mort de Sigurd II de Noruega. L'obra devia ser més extensa, possiblement continuaria fins al 1177, quan els relats de Fagrskinna i Heimskringla usaren Morkinskinna com una font i finalitzen en el mateix període. A banda de donar contingut al context principal, el text està esplèndidament redactat amb cites de versos escàldics (sobre 270 estrofes) i inclou contes curts coneguts com a báttr. Aquests capítols de Morkinskinna estan cronològicament subdividits pels regnats de Noruega: 

### Magne I (r. 1035-1047)
1. Comença la saga de Magne Olavsson i Harald III de Noruega [el seu oncle]
2. Sobre Sveinn Hákonarson
3. Sobre els banquets del rei Magne
4. Sobre el rei Magne
5. Sobre la declaració de guerra contra Magne i Duke
6. El rei Magne a Jutlàndia
7. Estada de Magne a Jutlàndia
8. Com el rei Haraldr navegà a Escània
9. Sobre els viatges de Haraldr
10. Sobre Norðbrikt [= viatges de Haraldr]
11. Referent a la declaració de guerra
12. Sobre les incursions de Norðbrikt i jarl Gyrgir
13. Viatge de Haraldr a Jerusalem
14. Referent a la reunió del rei Magne amb Haraldr
15. La calúmnia de Torkel Dyrdill
16. Sobre el rei Magne
17. Com el rei Magne concedí un jarl a Ormr
18. Sobre la disputa dels reis
19. Sobre els reis
20. Sobre Torsteinn Hallsson
21. Sobre els reis
22. Els bons consells del rei Haraldr
23. Referent al rei Magne i Margét
24. El relat de Hreiðarr
25. Com els reis s'assetjaren i com la mare del rei salvà la vida a un captiu
26. La mort del rei Magne [1047]
27. El thing de Harald
28. El viatge final (funeral) del rei Magne

### Haraldr III (r. 1047-1066)
29. El thing de Harald
30. Halldórs báttr Snorrasonar
31. Sobre la campanya del rei Haraldr a Dinamarca
32. Referent al rei Haraldr
33. Sobre el desacord entre el rei i Einarr Þambarskelfir
34. Referent a un islandés
35. Sobre els savis consells del rei Haraldr
36. Com Audunn dels fiords occidentals dugué un os a Svend II de Dinamarca
37. Sobre el rei Haraldr i els Upplanders
38. Sobre el rei Haraldr i Brandr hinn örvi (el de la mà oberta o el Generós)
39. Referent al rei Haraldr
40. Sobre la cita d'històries d'un islandés [Íslendings þáttr sögufróða]
41. Sobre el regal de Torvadr al rei Haraldr
42. Sobre el rei Haraldr i Haakon el Jarl
43. Sneglu-Troba báttr
44. El rei troba a un home en una barca
45. Sobre el rei Haraldr i un amic de Tryggvi Óláfsson
46. Sobre Gissur Ísleifsson
47. Sobre Stúfur hinn blindi
48. Sobre Oddr Ófeigsson
49. Com fou que el rei Haraldr viatjà cap a l'oest
50. La traïció contra el rei Haraldr
51. El retorn d'Olaf III a Noruega
52. La mort del rei Harold II d'Anglaterra [1066]

### Óláfr III (r. 1067-1093)
53. La saga del rei Óláfr kyrri el Tranquil
54. Sobre el rei Óláfr i el Kráku-karl (Home corb)

### Magne III (r. 1093-1103)
55. La saga del rei Magne III de Noruega
56. Sobre el rei Magne i Sveinki Steinarsson
57. Sobre el setge al rei Magne
58. Sobre el rei Magne
59. Referent a la mort del rei Magne

### Sigurðr I, Óláfr i Eysteinn I (r. 1103-1130)
60. Sobre els inicis del govern dels fills de Magne
61. Les aventures del rei Sigurd I de Noruega
62. Sobre els regals de l'emperador Kirjalax (Aleix I Comné)
63. Sobre el festí del rei Sigurðr
64. Sobre el rei Øystein I de Noruega
65. Sobre el rei Øystein i Ívarr
66. Sobre les genealogies reials
67. Sobre el somni del rei Sigurðr
68. Els acords del rei Øystein i Ingimarr amb Ásu-Þorðr
69. La mort d'Olaf Magnusson de Noruega [1115]
70. Sobre els acords entre el rei Sigurðr i el rei Øystein (Þinga saga)
71. La competició dels reis
72. Sobre Tórarinn Stuttfeldr
73. Sobre la mort del rei Øystein [1123]
74. Sobre el rei Sigurðr iÓttarr
75. Sobre el rei Sigurðr i Erlendr
76. Sobre Harald IV de Noruega
77. Sobre el rei Sigurðr i Áslák Hani
78. Sobre el rei Sigurðr
79. Sobre l'aposta entre Magne i Haraldr
80. Sobre el rei Sigurðr i el bisbe Magni
81. La mort del rei Sigurðr [1130]

### Haraldr IV (r. 1130-6) i Magne IV (r. 1130-5, 1137-9)
82. Sobre Harald IV de Noruega i Magne IV de Noruega
83. Els regals del rei Haraldr al bisbe Magne
84. La història de Sigurðr Slembe
85. Sobre Sigurðr Slembe
86. La matança del rei Haraldr [de Sigurðr Slembe al 1136]
87. Sobre el rei Sigurðr Slembe

### Sigurd II de Noruega(r. 1136-1155)
88. Sobre els fills del rei Haraldr
89. Sobre Sigurðr
90. Sobre el rei Sigurðr Slembe
91. La carta del rei Inge I de Noruega
92. Sobre Sigurðr Slembe
93. Sobre el rei Sigurðr Slembe
94. La mort d'Ottar Birthing
95. Øystein
96. Sobre el rei Sigurðr
97. Sobre el rei Øystein
98. La mort de Geirstein
99. [sense títol]
100. Sobre la mort del rei [1155]